# On the Equilibrium of Heterogeneous Substances
On the Equilibrium of Heterogeneous Substances este o lucrare fondatoare in termodinamică scrisă de Josiah Willard Gibbs. Introduce conceptul de potențial chimic. Formează baza termodinamicii (chimice) alături de lucrarea lui Hermann von Helmholtz Thermodynamik chemischer Vorgänge.